# Meiserplein
Het (Generaal) Meiserplein (Frans: Place Général Meiser) is een plein en belangrijk verkeersknooppunt in de gemeente Schaarbeek van het Brussels Hoofdstedelijk Gewest. Het ligt op de samenloop van de Leuvensesteenweg (N2) met de Reyerslaan en de Generaal Wahislaan op de Middenring (R21). Ook de Eugène Plaskylaan, de Rogierlaan en de Ernest Cambierlaan geven op dit plein uit. Aan het plein liggen ook de tramhalte Meiser. Het treinstation Meiser ligt wat verderop.
Het plein werd vernoemd naar Jean-Baptiste Meiser, een Belgisch legerleider die tijdens de Eerste Wereldoorlog diende aan het IJzerfront. Hij was van 1927 tot 1938 burgemeester van Schaarbeek. Voor de omdoping naar de huidige naam in 1928 droeg het plein de naam van Ernest Cambier, een pionier in de Congo-Vrijstaat.

## Ondertunneling
In het metroplan van 1969 en bij de bouw van de premetro van de grote ring van de premetro (station Diamant) werd reeds een mogelijke verlenging van de tunnel tot na Meiser voorzien.
In 2010 werd een heraanleg van het plein aangekondigd, met een mogelijke auto- en (eventueel) tramtunnel. De werken zouden in 2011 beginnen. De studie over de mogelijke tunnelopties sleepte lang aan; een autotunnel zou immers (te) duur uitvallen. Uiteindelijk werd de knoop pas in maart 2013 doorgehakt: er zouden én een tramtunnel én een autotunnel onder het plein komen. De bouw zou starten in 2019. Nadat tot een afbraak van het nabijgelegen Reyersviaduct werd besloten in 2014, besliste de nieuwe minister Pascal Smet dat de autotunnel onder Meiser behouden zou blijven. Een jaar later werd na een nieuwe studie en protest van een stadsvereniging toch beslist om de autotunnel, veruit het duurste aspect van de heraanleg, te schrappen. Dit paste in een 'nieuwe visie op stedelijkheid', die mogelijk werd na de afbraak van het Reyersviaduct.